# سینما ۵۰۰ کیلومتر
سینما ۵۰۰ کیلومتر (عربی: السينما 500 كم) فیلمی در ژانر مستند به کارگردانی عبدالله آل عیاف است که در سال ۲۰۰۶ منتشر شد. این فیلم تجربه های طارق الحسینی، مرد ۲۱ ساله  عربستانی که حتی با عدم وجود سینما در عربستان سعودی و فقط با داشتن ویدئو در خانه، طرفدار فیلم و سینماست را به تصویر می کشد. الحسینی در این فیلم تلاش می کند که گذرنامه بگیرد و ۵۰۰ کیلومتر مسافت را طی کند تا به بحرین برسد برای اینکه در آنجا برای اولین بار به سینما برود. 